# 正常価格
正常価格（せいじょうかかく）とは、不動産の価格の種類の一つである。本項目においては、基本的に不動産鑑定評価基準による。ここでは、次のとおり定義される。
市場性を有する不動産について現実の社会経済情勢の下で合理的と考えられる条件を満たす市場で成立するであろう市場価値を表示する適正な価格。

## 市場が満たす条件
「現実の社会経済情勢の下で合理的と考えられる条件を満たす市場」とは、「現実」を与件としたうえで以下の条件を満たす市場をいい、完全競争市場ではない。なお、現実の不動産の取引価格等は個別的な事情に左右されがちのものであり、その市場も以下の条件を満たすとは限らないものである。
1. 市場参加者[3]が自由意思に基づいて市場に参加し、参入、退出が自由であること。
2. 取引形態が、市場参加者が制約されたり、売り急ぎ、買い進み等を誘引したりするような特別なものではないこと。
3. 対象不動産が、価格時点において既に相当の期間市場に公開されていること。

## 不動産鑑定評価等における位置づけ
日本の公示地価（地価公示）、標準地基準価格（都道府県地価調査）においては、土地の正常価格に相当する価格を公表するものである。
不動産鑑定評価に当たっては、基本的事項として、対象不動産、価格時点とともに価格又は賃料の種類を明らかにしなければならないものとされている。さらに、鑑定評価は、不動産の適正な価格を求め、その適正な価格の形成に資するものでなければならず、鑑定評価によって求める価格は基本的に正常価格である、とされる。
正常価格を求めることができる不動産について、依頼目的又は条件により正常価格以外の種類の価格を求めた場合は、不動産鑑定評価報告書には、括弧書きで正常価格である旨を付記してそれらの額を付記しなければならないものとされている。